# Station Vinstra
Station Vinstra is een station in Vinstra in fylke Innlandet in Noorwegen. Het stationsgebouw dateert uit 1896 en is een ontwerp van Paul Due.